# 小池修
小池 修（こいけ おさむ）は日本の実業家。リハプライム株式会社代表取締役。

## 人物
1965年、埼玉県さいたま市生まれ。埼玉県大宮のさいたま市立桜木小学校、さいたま市立桜木中学校 卒業。 埼玉県立春日部高等学校卒業。在学中は野球部に所属。 早稲田大学法学部卒業後、野村不動産を経て、上場フィットネスクラブで執行役員を務め、2011年、リハプライム株式会社を創業。介護事業以外に移動スーパーなど多種類の事業も展開、「コンパスヴィレッジ」を形成する。「コンパス」とは「羅針盤」の意味である。
創業のきっかけは、2010年の両親の闘病で、両親を安心して預けることができる介護施設が見つからなかったことであった。小池は高齢者を介助して護る「介護」ではなく、人生の大先輩としてリスペクトして護る「敬護」でなければいけないと痛感し、マイホームや愛車を売り、家族の保険を解約して3000万円を捻出し、立ち上げた。2021年4月には、1号店を開業。その後、フランチャイズ化し173拠点に拡大させる。起業後すぐは社員の定着率が低かったものを、自身の意識改革により96％にまで引き上げた。
SDGs経営が提唱される以前より、創業時から企業経営の真の目的、使命は業績ではなく、人々の幸せの追求実現にあると提唱。『敬護』を日本のスタンダードにとする経営理念を推進。住み慣れた地域や自宅で暮らす「ハッピーリタイアメント社会」を目指し、「在宅」にこだわる。小池の発想は、「社員が幸せに働けているなら、関わる人を幸せにしようとするはずで、自ずと三方よしが実現される」とするものである。その風土づくりのため、関係性の研修に注力。2022年頃から毎朝4時に3分間の動画を配信を続けている。2023年3月には、第13回「日本でいちばん大切にしたい会社」大賞厚生労働大臣賞、同年11月には「第23回企業家賞 チャレンジャー賞」を受賞。11月15日には「敬護の日(11月15日)」が日本記念日協会により記念日登録認定された。
職場環境の改善に積極的に人員を増やしたり、やりがいが持てるような評価制度や研修に注力。離職率が高いといわれる介護業界で、社員の定着率を90％超えを達成した。小池は社員のやりがいのために最も重要なものが「経営理念」だと考えている。これを決めるだけではなく、社内で確認し浸透させることが重要と考えている。属人化に陥らないよう、例えば「社員がいつでも休める環境」の具体策の実現を考えた。
企業としての取り組みの一つに「恩返し父母研修制度」を設けた。入社5年を経過した社員が、親を連れ勤務時間に高級ホテルに泊まりに行くという取り組みである。これは誰もが自分の家庭を持つと親と旅行をしなくなるためだという。費用は全額会社負担。これが社内では好評であった。また、両親が倒れて介護のために離職し地元へ帰りたいという相談を受けた場合に、地元でリハプライムの子会社を、資金は会社負担で作ることを提案するなどしている。その結果、長崎、和歌山、静岡、沖縄（石垣市）、群馬に拠点を作った。

## 略歴
- 1965年 - 埼玉県さいたま市生まれ。
- 2011年 - 2月21日、リハプライム株式会社設立[14]。
- 2023年
  - 3月3日、第13回「日本でいちばん大切にしたい会社」大賞厚生労働大臣賞受賞[9]。
  - 3月8日、運営する会社が厚生労働省より「障害者雇用に関する優良な中小事業主に対する認定制度(もにす認定制度)」の認定を受ける[15]。
  - 7月29日、週刊現代 2023年7月29日・8月5日号の企画『「日本も捨てたもんじゃない」と思わせる30人　いまどき真っ当な経営者たち』の一人に選ばれる[16]。
  - 11月15日、「敬護の日(11月15日)」が日本記念日協会により記念日登録認定される[11]。
  - 11月30日、「第23回企業家賞 チャレンジャー賞」を受賞[10][17]。
  - 11月30日、運営する会社が「第57回（2023年度）グッドカンパニー大賞 特別賞」を受賞[18]。
- 2024年
  - 1月31日、リハプライム運営のさいたま市北区の食パン専門店で福島県のNPO法人「チームふくしま」が始めた取り組みである「お互いさまチケット」を導入[19]。
  - 5月10日、TEDxに登壇。「A new philosophy for elder care」のテーマで「『敬護』を日本の介護現場のスタンダードに」とする持論を語る[20]。
- 2025年
  - 2月4日、滋賀県・滋賀県産業立地推進協議会主催の近江金石会の特別講演に登壇[21]。

## 著書・執筆
- 『日本一社員が辞めない会社』（2018年3月9日、ぱる出版）ISBN 9784827211092[22]
- 『母ちゃん、ありがとう 親の介護、後悔しないためにできるたった一つのこと』（2019年3月20日、PHP研究所）ISBN 9784569840420[23]
- 『致知』「介護ではなく敬護の精神」[24]
- 『日刊ゲンダイ』（7回連載）[25]

## メディア出演
- 2023年8月17日 - 『日経スペシャル カンブリア宮殿』（テレビ東京）「敬護の精神でシニアをサポート! 頼れるスーパー介護施設」- リハプライム 社長として出演[6][26]
- 2024年1月27日 - 『埼玉ビジネスウォッチ』（テレビ埼玉）「特集・介護から敬護へ～リハプライム㈱～」[27]
- 2024年5月10日 - 『TEDx』。テーマ「A new philosophy for elder care」[20]。